# Túcume
Complejo Arqueológico de Túcume (mochica colonial: "tuqueme" de raíz "tok" lit. "Hogar"), también llamado localmente como las "Pirámides de Túcume", es un sitio arqueológico que se encuentra situado en los alrededores de la localidad de Túcume, a 33 km al norte de la ciudad de Chiclayo, en la parte baja del valle de La Leche, al noroeste de Perú. Está formada por los restos de numerosas pirámides o huacas de adobe, en torno a una estructura rocosa conocida como el Cerro Purgatorio o La Raya. Fue uno de los centros administrativos y ceremoniales de la cultura sicán o lambayeque, y data del siglo XI de nuestra era. Fue anexada sucesivamente al reino chimú y al imperio incaico, y se mantuvo vigente hasta la época de la conquista española.

## Ubicación
El sitio arqueológico se encuentra a 1 km al este de la pequeña ciudad de Túcume (que le da su nombre), en la parte central de la provincia de Lambayeque, del departamento del mismo nombre. Se alza al pie y rodeando parte del cerro El Purgatorio o La Raya, promontorio rocoso que fue un antiquísimo lugar de culto.

## Historia
Se cree que el lugar fue ocupado primeramente por la cultura lambayeque o sicán, herederos de la civilización moche, quienes construyeron el complejo en su periodo tardío entre los años 1000 y 1370 d. C. que lo hicieron centro administrativo y religioso de su reino homónimo, tras el declive de estos, fue ocupado por los chimú, entre 1370 y 1470, y finalmente por los incas, tras la guerra chimú-inca, entre 1470 y 1532, época en que llegaron los conquistadores españoles. 
La fundación de la ciudad, entre los años 1000 y 1100, coincide con la caída del anterior centro sicán,Batán Grande, a orillas del río Chancay, que fue quemada y abandonada en esa época.
Cuenta la leyenda que el lugar fue fundado por Naymlap o Nailamp, un héroe mítico sicán que llegó del mar y construyó la ciudad con ayuda de los campesinos lugareños en torno al cerro La Raya, una elevación rocosa que destaca en medio de la llanura. Esta leyenda fue recogida por el cronista español Miguel Cabello Valboa en 1586.
Durante el dominio chimú, a diferencia de lo hecho en muchos de los asentamientos secundarios conquistados, se modificaron algunas de las estructuras Lambayeque ya existentes, como fue el caso de la "Huaca Larga", ampliándose considerablemente su volumen para construir en su cima una réplica del modelo de ciudadela chimú.
En 1547 se hallaba ya abandonado y arruinado, según lo constató en persona el cronista español Pedro Cieza de León, que al respecto apuntó lo siguiente: 

De este valle [se refiere al de Jayanca, al que describe previamente] se va al de Tuqueme, que también es grande y vistoso y lleno de florestas y arboledas, y asimismo dan muestra los edificios que tiene, aunque ruinados y derribados, de lo mucho que fue.
Pedro Cieza de León, La Crónica del Perú, capítulo LXVII.

En el siglo XX se iniciaron las investigaciones científicas. En 1930 Alfred Kroeber ilustró su descripción de Túcume con un plano. En 1939, Wendell C. Bennett dio informes de sus excavaciones en el sitio. En 1951, Richard P. Schaedel publicó un plano, elaborado por Antonio Rodríguez Suy Suy a base de fotografías aéreas. En 1979 Hermann Trimborn hizo el primer análisis histórico y arqueológico de manera minuciosa, que abarcaba toda el área adyacente al cerro La Raya hasta la Huaca Grande, en la periferia oriental del pueblo.

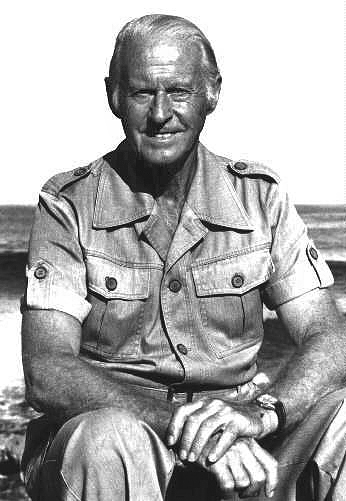
Thor Heyerdahl, quien dirigió las excavaciones arqueológicas en Túcume entre 1988 y 1994.

En la década de 1990, el famoso explorador Thor Heyerdahl, tras visitar el pueblo de Túcume, inició un proyecto de investigación (en la que participaron los arqueólogos Daniel Sandweiss y Alfredo Narváez), que ha culminado en la creación de un museo de sitio, junto a la Huaca 1, que alberga los restos más importantes encontrados en las ruinas. Fruto de estas investigaciones es el libro titulado Pirámides de Túcume: la búsqueda de la ciudad olvidada del Perú (edición peruana en 1996).

## El sitio arqueológico

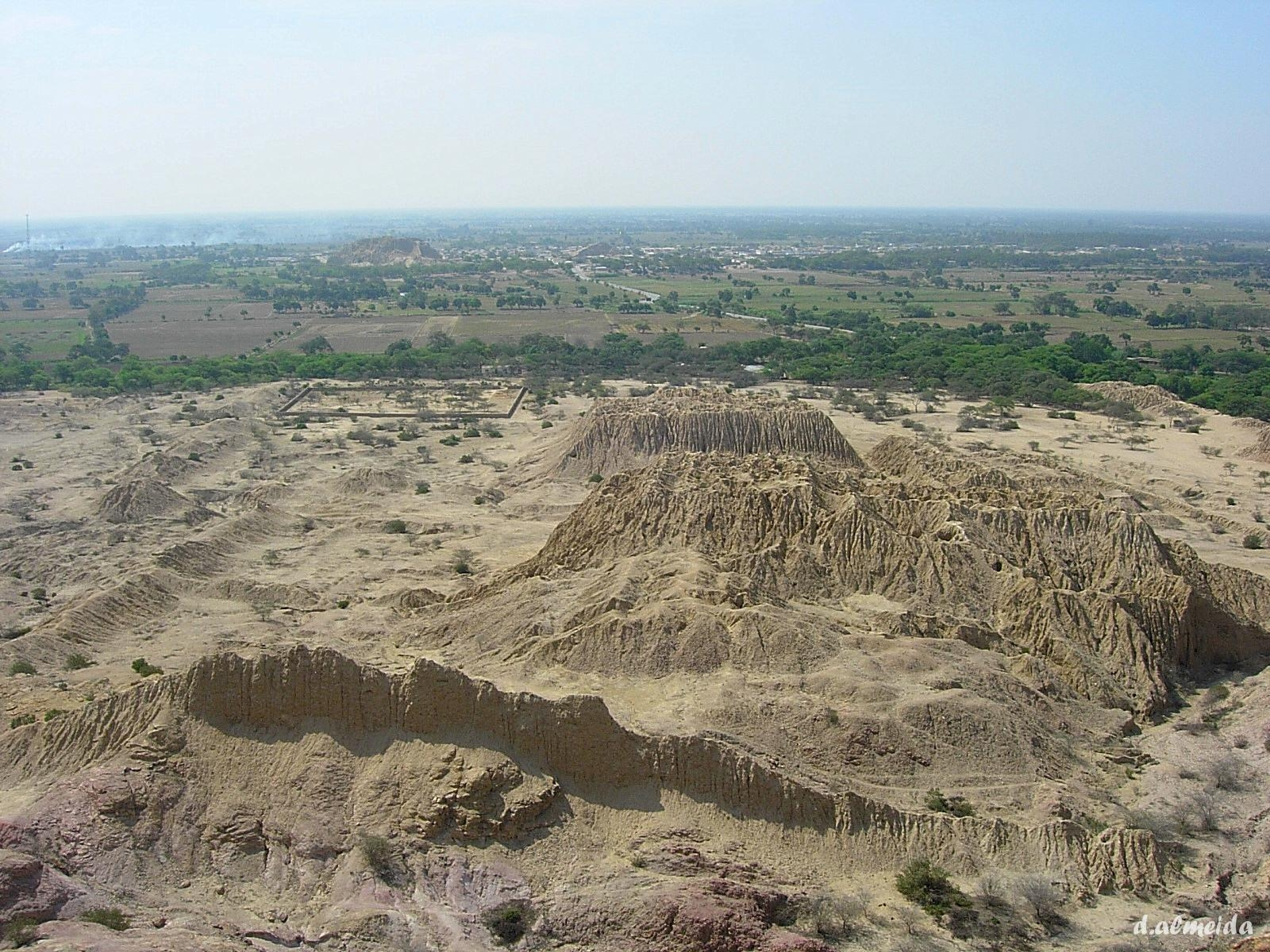
Vista de las construcciones de adobe de Túcume.

El centro arqueológico, al que la población local denomina El Purgatorio o Huaca La Raya, está formado por docenas de pirámides prehispánicas de considerable tamaño, que lo convierten en uno de los sitios arqueológicos más grandes de América.
La pirámide de mayor tamaño (Huaca Larga) tiene 700 m de longitud, 270 m de anchura y 30 m de altura. Otras alcanzan los 10 a 15 m de altura. A diferencia de las pirámides egipcias, las pirámides americanas forman grandes plataformas superpuestas y no acaban en punta, sino que en la cima se sitúan los templos (pirámide trunca). Actualmente las pirámides de Túcume, al igual que otras similares de la costa norte peruana, se ven amorfas, y simulan ser grandes promontorios o cerros naturales, cuando en realidad tenían originalmente formas geométricas; ello se debe a los estragos de las lluvias torrenciales, que periódicamente azotan la región como efecto del fenómeno del Niño.
A estas pirámides se accedía mediante rampas. Al pie se encuentran restos amurallados y cementerios. Sobre algunas plataformas piramidales se hallan construcciones de estilo inca, evidencia de la conquista incaica de siglo XV.
El material básico de construcción es el adobe rectangular pequeño. Las paredes estaban revocadas y en algunos sectores pintados con hileras de aves y otros motivos. 

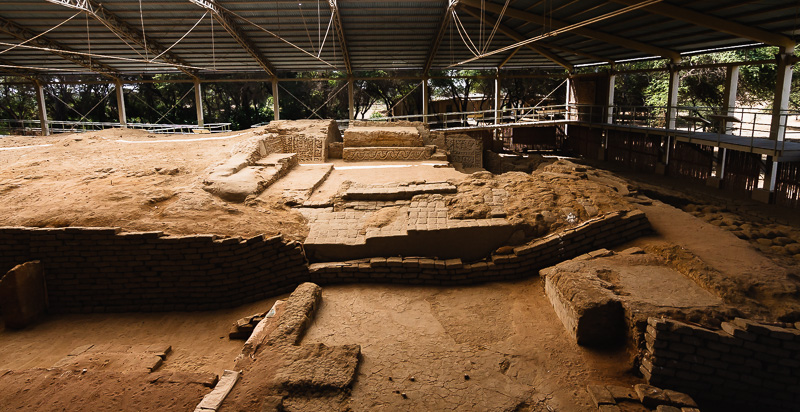
Huaca Las Balsas.

Entre estas numerosas pirámides o huacas destacan las siguientes:
- Huaca del Pueblo o Huaca Grande (situada en el lindero oriental del pueblo de Túcume).
- Huaca Mirador (llamada así porque desde su cima se tiene una vista panorámica del valle).
- Huaca de las Estacas.
- Huaca Larga.
- Huaca Pintada.
- Huaca Las Balsas.

## Museo de Sitio Túcume
Fue inaugurado el 20 de agosto de 1993 y alberga las colecciones arqueológicas halladas en el complejo.